# Welford, Berkshire
Welford är en civil parish i Storbritannien.   Den ligger i kommunen West Berkshire i riksdelen England, i den södra delen av landet, 90 km väster om huvudstaden London.